# Walter Höhndorf
Walter Höhndorf (10 novembre 1892 - 5 septembre 1917) est un as allemand de la Première Guerre mondiale crédité de 12 victoires aériennes. Avant la guerre, il fait partie des pionniers de l'aviation dans son pays, en réalisant notamment des acrobaties aériennes et en concevant des appareils. C'est en testant l'une de ses propres créations qu'il meurt, le 5 septembre 1917.

## Biographie

### Avant-guerre
Walter Höhndorf était le fils d'un instituteur de Prutzke. Fasciné dès sa jeunesse par l'ingénierie et les moteurs, il apprend le pilotage à Paris en 1913 sur des appareils Morane-Saulnier avant de retourner en Allemagne pour y obtenir son brevet de pilotage à la fin de l'année,. Il devient rapidement célèbre en Allemagne pour ses démonstrations d'acrobaties aériennes aux commandes d'un Etrich Taube. Höhndorf travaille également à la conception d'avions dans l'usine Union-Flugzeugwerke de Teltow, près de Berlin,.

### Première Guerre mondiale
Walter Höhndorf se porte volontaire dans l'aviation dès le déclenchement de la guerre et termine sa formation le 15 mars 1915. Durant la majeure partie de l'année 1915, il est pilote d'essai sur des appareils Siemens-Schuckert avant d'être transféré dans une unité combattante à la fin de l'année. Il remporte ses premières victoires en pilotant des avions monoplaces en janvier 1916. En avril, Höhndorf est transféré dans le Kampfeinsitzerkommando Vaux (KEK Vaux), une unité de chasse commandée par Rudolf Berthold. Entre son transfert et juin, il abat sept avions français, ce qui lui vaut la croix Pour le Mérite le 20 juillet. En août, Höhndorf intègre la Jagdstaffel 1, dans laquelle il remporte sa douzième et dernière victoire le 17 septembre 1916.

### Mort

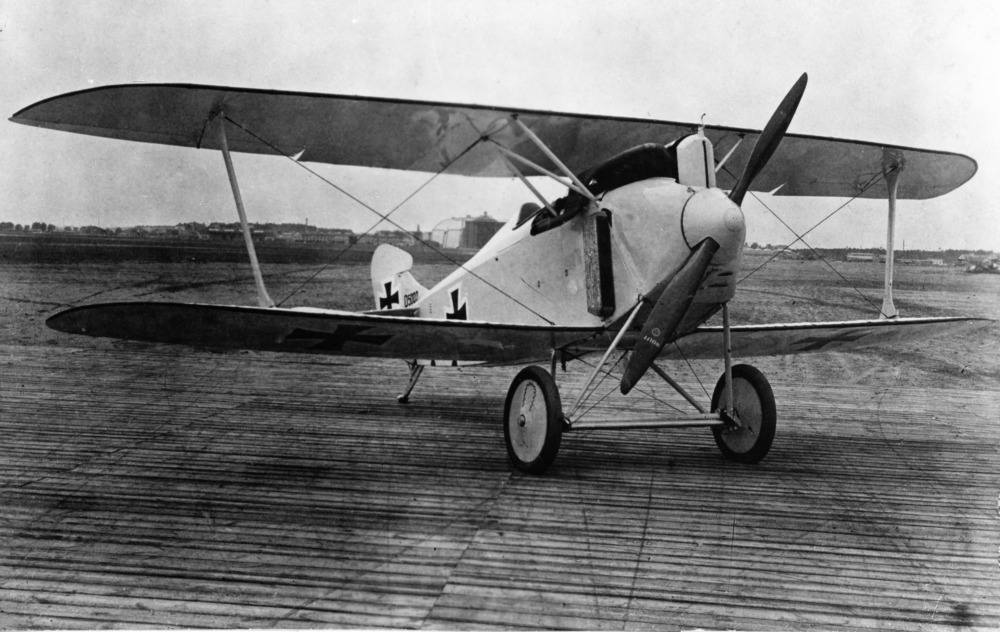
AEG D.I.

Après un bref passage par la Jagdstaffel 4,  Höhndorf redevient pilote d'essai et concepteur d'avions (exerçant en parallèle une fonction d'instructeur à Valenciennes). Le 5 septembre 1917, il trouve la mort dans un accident aux commandes d'une de ses propres créations, un AEG D.I,.